# Nausorixipha fulva
Nausorixipha fulva är en insektsart som först beskrevs av Brunner von Wattenwyl 1878.  Nausorixipha fulva ingår i släktet Nausorixipha och familjen syrsor. Inga underarter finns listade i Catalogue of Life.